# Mayar Sherif
Mayar Sherif Ahmed Abdel-Aziz (nascida em 5 de maio de 1996) é uma tenista profissional egípcia. Ela é a irmã mais nova da também jogadora de tênis, Rana Sherif Ahmed. Ela obteve a classificação mais alta de sua carreira no ranking da WTA, a de Nº 44 em simples, em 18 de julho de 2022, e a 88ª posição em duplas, em 11 de julho de 2022.
Sherif ganhou um título de simples no WTA Tour, no Emilia-Romagna Open de 2022. Ela também ganhou quatro títulos de simples e um título de duplas na "WTA Challenger series", com destaque no Liqui Moly Open Karlsruhe, além de quatorze títulos de simples e sete títulos de duplas no Circuito Feminino da ITF.
Sherif passou seus últimos dois anos de faculdade na Pepperdine University em Malibu, Califórnia, graduando-se em 2018 como bacharel em medicina esportiva. Ela fazia parte do time de tênis da universidade e recebeu o prêmio "All-American", de melhor atleta, em 2017 e 2018, e o de "Jogadora do Ano" da Conferência da Costa Oeste em 2018. Ela chegou às semifinais do torneio individual da NCAA de 2018 e terminou sua temporada sênior em 11º lugar nacional em simples.
Sherif fez sua estreia em simples no WTA Tour no Aberto de Praga de 2020. Ela foi a primeira jogadora egípcia na chave principal de um torneio do Grand Slam, no Aberto da França de 2020. Ela fez história novamente no tênis egípcio no Australian Open de 2021, tornando-se a primeira mulher de seu país a vencer uma partida da chave principal de um Grand Slam.
Ela também se tornou a primeira mulher egípcia a se classificar para os Jogos Olímpicos e chegar à final do torneio da WTA em Cluj-Napoca. No Madrid Open de 2023, ela se tornou a primeira jogadora egípcia a chegar às quartas de final de um torneio WTA 1000, onde perdeu para a cabeça-de-chave Nº 2 Aryna Sabalenka, depois de ter vencido o primeiro set por 6-2.
Jogando pela Equipe Egípcia da Fed Cup [en], ela tem um recorde de vitórias e derrotas de 19–11 (em duplas: 10–5) nas competições por equipe.

## Carreira profissional

### 2020
Sherif começou a temporada jogando nas eliminatórias do Australian Open, que foi sua primeira aparição em um torneio WTA. Ela perdeu na primeira rodada das eliminatórias para  Ann Li. Em março, antes da suspensão dos torneios devudo à pandemia de COVID-19, ela conquistou o título em um torneio de US$ 25.000 em Antalya, derrotando Dalma Gálfi na final.
Em agosto, depois da retomada das atividades, no Aberto de Praga, Sherif avançou na qualificatória fazendo sua estreia na chave principal no nível WTA Tour. Na primeira rodada, ela perdeu para Laura Siegemund em três sets.
No final de setembro de 2020, Sherif derrotou Camila Osorio, Caty McNally e Giulia Gatto-Monticone [en] nas qualificatórias do Aberto da França. Fazendo sua estreia na chave principal do Grand Slam como a primeira jogadora egípcia, Sherif enfrentou a segunda cabeça-de-chave e número 3 do mundo, Karolína Plíšková, perdendo em três sets.

### 2021

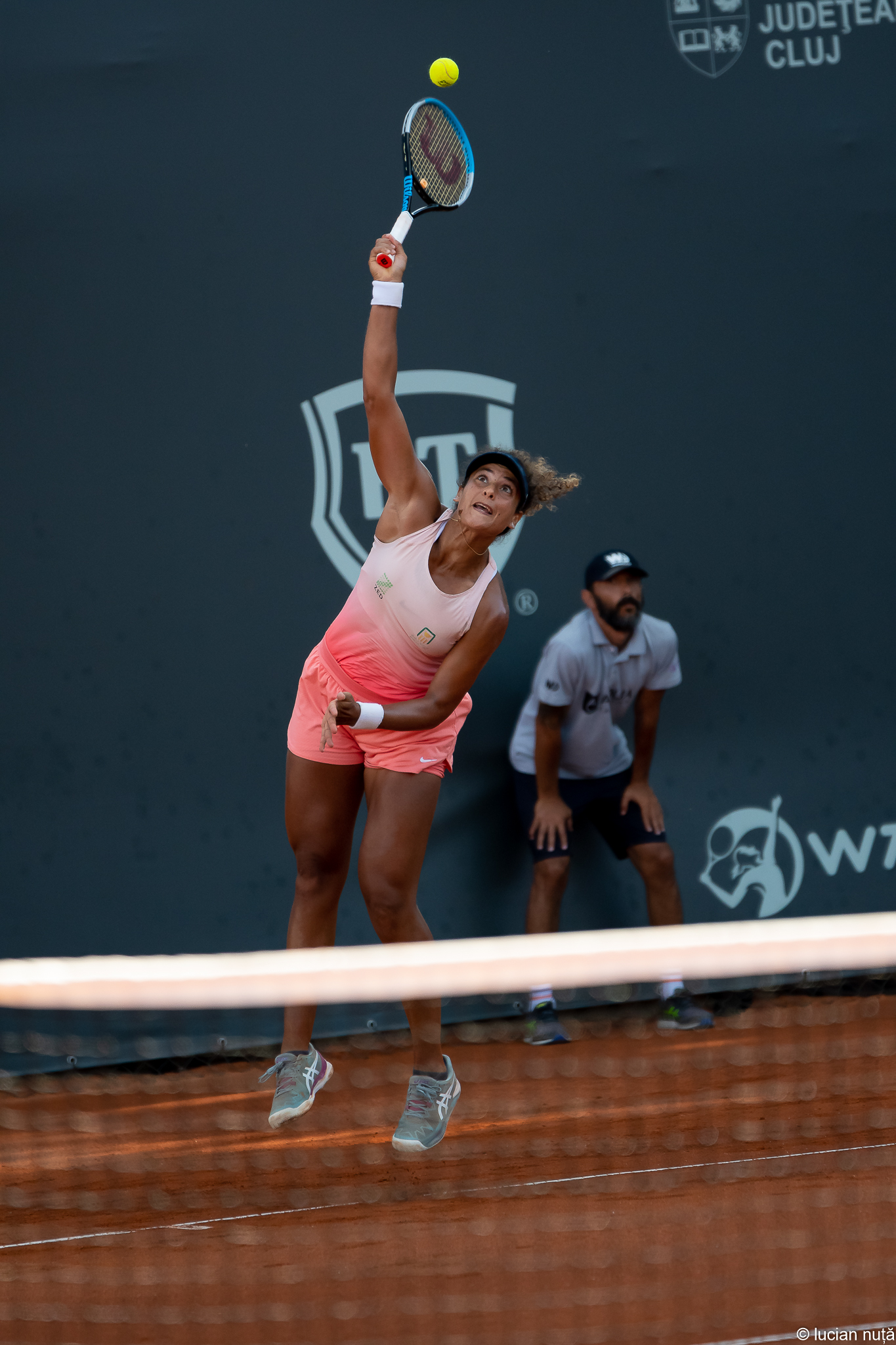
Sherif no Winners Open, 2021.

Sherif novamente fez história como a primeira mulher egípcia a vencer uma partida em um torneio do Grand Slam, derrotando Chloe Paquet na primeira rodada do Australian Open.
Ela teve outro destaque, ao se classificar como a primeira mulher egípcia para as Olimpíadas de Tóquio, após vencer os Jogos Africanos de 2019.
Sherif também se tornou a primeira mulher egípcia a chegar a uma final de simples e duplas do WTA Tour em Cluj-Napoca. Em simples, ela derrotou Alizé Cornet, Alex Eala [en], Kristína Kučová e Mihaela Buzărnescu, mas perdeu para Andrea Petkovic na final. Em duplas, ao lado de Katarzyna Piter, perdeu para Natela Dzalamidze [en] e Kaja Juvan na final. Como resultado, ela entrou no top 100 no mundo nº 97 em 9 de agosto de 2021, a primeira mulher egípcia a fazê-lo, e também alcançou o recorde de sua carreira em duplas no nº 154.

### 2022
Ela fez sua estreia no top 50 em simples e alcançou a posição 98 mundial em duplas em 16 de maio de 2022.
No Aberto da França, ela se tornou a primeira mulher egípcia a vencer uma partida da chave principal de Roland Garros, após derrotar Marta Kostyuk em dois sets (6–3, 7–5). Ela desistiu na segunda rodada devido a uma lesão.
No Emilia-Romagna Open em Parma, Sherif derrotou Anna Bondár, Simona Waltert [en], Lauren Davis e Ana Bogdan para chegar à sua segunda final de um WTA 250, e a primeira desde o verão anterior. Ela então derrotou a cabeça-de-chave e número 7 do mundo, Maria Sakkari, em dois sets para reivindicar seu primeiro título de simples e se tornou a primeira mulher do Egito a ganhar um título do WTA Tour. A vitória contra Sakkari também foi sua primeira vitória no top 10.

### 2023
No Madrid Open, Sherif derrotou Camila Giorgi por abandono, a 30ª cabeça-de-chave Anhelina Kalinina, a quinta cabeça-de-chave Caroline Garcia e a 24ª cabeça-de-chave Elise Mertens para chegar às quartas de final do WTA 1000, tornando-se também a primeira jogadora egípcia a fazê-lo.

### 2024
Sherif teve um início de temporada muito discreto. No giro australiano, ficou na primeira rodada tanto em Hobart quanto no Australian Open. O mesmo aconteceu em Indian Wells.
Sherif deu início à temporada em quadras de saibro ainda nos Estados Unidos, no Charleston Open, onde perdeu para  Viktoriya Tomova na primeira rodada em jogo de três sets. De volta à Europa, participou do Open Rouen Métropole, onde perdeu para Yuan Yue na primeira rodada em sets diretos. Em seguida, no Aberto de Madri, ela chegou à terceira rodada, onde perdeu para a cabeça de chave N° 4, Elena Rybakina em sets diretos. Com isso, decidiu participar de um torneio de nível menor, o Catalonia Open, no qual chegou à final, que perdeu para Kateřina Siniaková em jogo de três sets, ficando com o vice-campeonato. No Aberto de Roma, assim como em Madri, ela chegou à terceira rodada, onde perdeu para a cabeça de chave N° 24, Victoria Azarenka, desta vez, em jogo de três sets. Seu próximo compromisso foi no Parma Ladies Open, no qual chegou à final e perdeu a partida contra Anna Karolína Schmiedlová em jogo de três sets, ficando com o vice-campeonato. Em maio, no Aberto de Marrocos, em Rabat, ela fez uma excelente campanha, chegando à final sem perder nenhum set. Ela passou pela "wild card" local, Aya El Aouni [de] na primeira rodada, por María Lourdes Carlé [en] na segunda, pela cabeça de chave N° 3, Sara Sorribes Tormo nas quartas de final, e por Kamilla Rakhimova na semifinal. Na partida final no entanto, ela perdeu para Peyton Stearns em sets diretos, ficando com o vice-campeonato. Já no Aberto da França, venceu Yuan Yue na primeira rodada em sets diretos, mas perdeu na segunda para a cabeça de chave N° 14, Madison Keys, também em sets diretos. Em seguida teve mais sucesso no Makarska Open, no qual, como cabeça de chave N° 2, chegou à final, que perdeu para Katie Volynets em jogo de três sets.
Na temporada em quadras de grama, Sherif participou apenas do Torneio de Wimbledon, no qual perdeu para a vinda da qualificatória, Dalma Gálfi, na primeira rodada em sets diretos. De volta às quadras de saibro, ela participou do Grand Est Open 88, no qual chegou à final, que no entanto perdeu para Lucia Bronzetti em jogo de três sets, ficando com o vice-campeonato.

## Estatísticas da carreira

### Quadros de linha de tempo
| V | F | SF | QF | #R | RR | Q# | P# | NQ | NP | Z# | PO | O | P | B | NTM | NTI | A | NO |

 •  (V) vencedor; (F) finalista; (SF) semifinalista; (QF) quartas de final; (#R) rodada 4, 3, 2, 1; (RR) round-robin; (Q#) rodada qualificatória;  (NQ) não qualificado; (NP) não participou;  (NO) não ocorreu; (TS) taxa de sucesso (eventos vencidos / participados); (V–P) jogos vencidos-perdidos.
 •  Para evitar confusões e contagem em duplicidade, esses quadros são atualizados após a conclusão de um torneio ou quando a participação de um jogador termina.

#### Simples
| Torneio                  | 2020 | 2021 | 2022 | 2023 | TS                    | V–P                   | % de Vitórias         |
| ------------------------ | ---- | ---- | ---- | ---- | --------------------- | --------------------- | --------------------- |
| Torneios de Grand Slam   |      |      |      |      |                       |                       |                       |
| Australian Open          | Q1   | 2R   | 1R   | 1R   | 0/3                   | 1–3                   | 25%                   |
| Aberto da França         | 1R   | Q2   | 2R   |      | 0/2                   | 1–1                   | 50%                   |
| Wimbledon                | NO   | Q2   | NP   |      | 0/0                   | 0–0                   | –                     |
| US Open                  | NP   | 1R   | 1R   |      | 0/2                   | 0–2                   | 0%                    |
| Vencidos-Perdidos        | 0–1  | 1–2  | 1–2  | 0–1  | 0 / 7                 | 2–6                   | 25%                   |
| WTA 1000                 |      |      |      |      |                       |                       |                       |
| Dubai / Qatar Open       | NP   | NP   | 1R   | NP   | 0/1                   | 0–1                   | 0%                    |
| Indian Wells Open        | NO   | 2R   | 1R   | 1R]  | 0/3                   | 1–3                   | 25%                   |
| Miami Open               | NO   | 1R   | 1R   | 1R   | 0/3                   | 0–3                   | 0%                    |
| Madrid Open              | NO   | NP   | Q1   | QF   | 0/0                   | 4–1                   | 80%                   |
| Italian Open             | NP   | NP   | NP   |      | 0/0                   | 0–0                   | –                     |
| Canadian Open            | NH   | NP   | NP   |      | 0/0                   | 0–0                   | –                     |
| Cincinnati Open          | NP   | NP   | 1R   |      | 0/1                   | 0–1                   | 0%                    |
| Wuhan Open               | NO   | NO   | NO   |      | 0/0                   | 0–0                   | –                     |
| China Open               | NO   | NO   | NO   |      | 0/0                   | 0–0                   | –                     |
| Estatísticas da carreira |      |      |      |      |                       |                       |                       |
| Torneios                 | 2    | 11   | 15   | 8    | Total da carreira: 36 | Total da carreira: 36 | Total da carreira: 36 |
| Títulos                  | 0    | 0    | 1    | 0    | Total da carreira: 1  | Total da carreira: 1  | Total da carreira: 1  |
| Finais                   | 0    | 1    | 1    | 0    | Total da carreira: 2  | Total da carreira: 2  | Total da carreira: 2  |
| Vencidos-Perdidos geral  | 0–2  | 7–11 | 8–13 | 3–8  | 1 / 36                | 18–34                 | 35%                   |
| Ranking de final de ano  | 132  | 61   | 63   |      | $1,015,768            | $1,015,768            | $1,015,768            |

## Finais no WTA Tour

### Simples: 2 (1 título, 1 final)
| Legenda       |
| ------------- |
| Grand Slam    |
| WTA 1000      |
| WTA 500       |
| WTA 250 (1–1) |

| Finais por piso |
| --------------- |
| Duro (0–0)      |
| Grama (0–0)     |
| Saibro (1–1)    |
| Carpete (0–0)   |

| Status | V–D | Data     | Torneio                                  | Nível   | Piso   | Oponente        | Placar   |
| ------ | --- | -------- | ---------------------------------------- | ------- | ------ | --------------- | -------- |
| Perdeu | 0–1 | Ago 2021 | Winners Open, Romênia                    | WTA 250 | Saibro | Andrea Petkovic | 1–6, 1–6 |
| Venceu | 1–1 | Out 2022 | Emilia-Romagna Open, Itália              | WTA 250 | Saibro | Maria Sakkari   | 7–5, 6–3 |
| Perdeu | 1–2 | Mai 2024 | La Princesse Lalla Meryem Open, Marrocos | WTA 250 | Saibro | Peyton Stearns  | 2–6, 1–6 |

### Duplas: 2 (2 finais)
| Legenda       |
| ------------- |
| Grand Slam    |
| WTA 1000      |
| WTA 500       |
| WTA 250 (0–2) |

| Finais por piso |
| --------------- |
| Duro (0–1)      |
| Grama (0–0)     |
| Saibro (0–1)    |
| Carpete (0–0)   |

| Status | V–D | Data     | Torneio                         | Nível   | Piso   | Parceira          | Oponentes                        | Placar                |
| ------ | --- | -------- | ------------------------------- | ------- | ------ | ----------------- | -------------------------------- | --------------------- |
| Perdeu | 0–1 | Ago 2021 | Winners Open, Romênia           | WTA 250 | Saibro | Katarzyna Piter   | Natela Dzalamidze Kaja Juvan     | 3–6, 4–6              |
| Perdeu | 0–2 | Jan 2022 | Melbourne Summer Set, Austrália | WTA 250 | Duro   | Tereza Martincová | Bernarda Pera Kateřina Siniaková | 2–6, 7–6(9–7), [5–10] |

## Finais WTA Challenger

### Simples: 5 (4 títulos, 1 vice)
| Status | V–D | Data     | Torneio                      | Piso   | Oponente         | Placar             |
| ------ | --- | -------- | ---------------------------- | ------ | ---------------- | ------------------ |
| Venceu | 1–0 | Set 2021 | Karlsruhe Open, Alemanha     | Saibro | Martina Trevisan | 6–3, 6–2           |
| Venceu | 2–0 | Abr 2022 | Marbella Open, Espanha       | Saibro | Tamara Korpatsch | 7–6(7–1), 6–4      |
| Venceu | 3–0 | Mai 2022 | Karlsruhe Open, Alemanha (2) | Saibro | Bernarda Pera    | 6–2, 6–4           |
| Venceu | 4–0 | Nov 2022 | Copa LP Chile                | Saibro | Kateryna Baindl  | 3–6, 7–6(7–3), 7–5 |
| Perdeu | 4–1 | Jul 2024 | Grand Est Open 88            | Saibro | Lucia Bronzetti  | 4–6, 7–64, 5–7     |

### Duplas: 3 (1 título, 2 finais)
| Status | V–D | Data     | Torneio                  | Piso   | Parceira        | Oponentes                         | Placar           |
| ------ | --- | -------- | ------------------------ | ------ | --------------- | --------------------------------- | ---------------- |
| Perdeu | 0–1 | Set 2021 | Karlsruhe Open, Alemanha | Saibro | Katarzyna Piter | Irina Bara Ekaterine Gorgodze     | 3–6, 6–2, [7–10] |
| Venceu | 1–1 | Mai 2022 | Karlsruhe Open, Alemanha | Saibro | Panna Udvardy   | Yana Sizikova Alison Van Uytvanck | 5–7, 6–4, [10–2] |
| Perdeu | 1–2 | Nov 2022 | Copa LP Chile            | Saibro | Tamara Zidanšek | Yana Sizikova Aldila Sutjiadi     | 1–6, 6–3, [7–10] |

## Finais do Circuito ITF

### Simples: 18 (9 títulos, 9 finais)
| Legenda                    |
| -------------------------- |
| Torneios US$ 100,000 (1–0) |
| Torneios US$ 80,000 (0–0)  |
| Torneios US$ 60,000 (0–2)  |
| Torneios US$ 25,000 (3–3)  |
| Torneios US$ 15,000 (4–2)  |
| Torneios US$ 10,000 (1–2)  |

| Finais por piso |
| --------------- |
| Duro (3–2)      |
| Saibro (6–7)    |
| Grama (0–0)     |
| Carpete (0–0)   |

| Status | V–D | Data       | Torneio                               | Nível    | Piso   | Oponente               | Placar             |
| ------ | --- | ---------- | ------------------------------------- | -------- | ------ | ---------------------- | ------------------ |
| Venceu | 1–0 | Jan 2013   | ITF Sharm El Sheikh, Egito            | 10,000   | Duro   | Aleksandrina Naydenova | 6–2, 2–6, 6–1      |
| Perdeu | 1–1 | Set 2013   | ITF Lleida, Spain                     | 10,000   | Saibro | Aliona Bolsova         | 6–0, 3–6, 2–6      |
| Perdeu | 1–2 | Nov 2013   | ITF Vinaròs, Espanha                  | 10,000   | Saibro | Olga Sáez Larra        | 6–4, 5–7, 4–6      |
| Perdeu | 1–3 | Jul 2017   | ITF Sharm El Sheikh, Egypt            | 15,000   | Duro   | Jacqueline Cabaj Awad  | 7–6(7–4), 5–7, 4–6 |
| Perdeu | 1–4 | Jul 2017   | ITF Sharm El Sheikh, Egypt            | 15,000   | Duro   | Eleni Kordolaimi       | 4–6, 6–3, 2–6      |
| Venceu | 2–4 | Fev 2019   | ITF Sharm El Sheikh, Egypt            | 15,000   | Duro   | Simona Waltert         | 6–4, 1–6, 6–3      |
| Venceu | 3–4 | Mai 2019   | ITF Cairo, Egypt                      | 15,000   | Saibro | Simona Waltert         | 6–2, 6–1           |
| Venceu | 4–4 | Jun 2019   | ITF Tabarka, Tunisia                  | 15,000   | Saibro | Bárbara Gatica         | 6–4, 6–4           |
| Venceu | 5–4 | Jun 2019   | ITF Tabarka, Tunisia                  | 15,000   | Saibro | Nina Stadler           | 6–3, 6–2           |
| Venceu | 6–4 | Jun 2019   | ITF Madrid, Spain                     | 25,000   | Duro   | Eva Guerrero Álvarez   | 6–2, 6–3           |
| Perdeu | 6–5 | Jul 2019   | ITF Biella, Italy                     | 25,000   | Saibro | Katarina Zavatska      | 1–6, 3–6           |
| Perdeu | 6–6 | Jul 2019   | ITF Baja, Hungary                     | 25,000   | Saibro | Réka Luca Jani         | 3–6, 6–2, 2–6      |
| Venceu | 7–6 | Ago 2019   | ITF Las Palmas, Spain                 | 25,000+H | Saibro | Leonie Küng            | 6–1, 6–0           |
| Venceu | 8–6 | Mar 2020   | ITF Antalya, Turkey                   | 25,000   | Saibro | Dalma Galfi            | 6–4, 6–3           |
| Venceu | 9–6 | Nov 2020   | ITF Charleston Pro, United States     | 100,000  | Saibro | Katarzyna Kawa         | 6–2, 6–3           |
| Perdeu | 9–7 | Nov 2020   | ITF Las Palmas de Gran Canaria, Spain | 25,000   | Saibro | Kaia Kanepi            | 3–6, 2–6           |
| Perdeu | 9–8 | Jul 2021   | Open de Montpellier, France           | 60,000   | Saibro | Anhelina Kalinina      | 2–6, 3–6           |
| Perdeu | 9–9 | Ago 2021]] | ITF San Bartolomé de Tirajana, Spain  | 60,000   | Saibro | Arantxa Rus            | 4–6, 2–6           |

### Duplas: 13 (6 títulos, 7 finais)
| Legenda                    |
| -------------------------- |
| Torneios US$ 100,000 (0–2) |
| Torneios US$ 80,000 (0–0)  |
| Torneios US$ 60,000 (0–0)  |
| Torneios US$ 25,000 (2–1)  |
| Torneios US$ 15,000 (2–1)  |
| Torneios US$ 10,000 (2–3)  |

| Finais por piso |
| --------------- |
| Duro (3–4)      |
| Saibro (3–3)    |
| Grama (0–0)     |
| Carpete (0–0)   |

| Status | V–D | Data     | Torneio                           | Nível   | Piso   | Parceira          | Oponentes                                   | Placar                 |
| ------ | --- | -------- | --------------------------------- | ------- | ------ | ----------------- | ------------------------------------------- | ---------------------- |
| Perdeu | 0–1 | Jan 2013 | ITF Sharm El Sheikh, Egypt        | 10,000  | Duro   | Valeria Podda     | Eugeniya Pashkova Ekaterina Yashina         | 6–3, 2–6, [3–10]       |
| Perdeu | 0–2 | Jun 2013 | ITF Melilla, Spain                | 10,000  | Duro   | Vanda Lukács      | Lucia Cervera-Vasquez Pilar Dominguez-Lopez | 3–6, 4–6               |
| Venceu | 1–2 | Jul 2013 | ITF Sharm El Sheikh, Egypt        | 10,000  | Duro   | Lynn Kiro         | Alina Mikheeva Anna Morgina                 | 6–3, 6–2               |
| Venceu | 2–2 | Jul 2013 | ITF Sharm El Sheikh, Egypt        | 10,000  | Duro   | Zuzana Zlochová   | Sowjanya Bavisetti Rishika Sunkara          | 7–5, 6–3               |
| Perdeu | 2–3 | Abr 2014 | ITF Sharm El Sheikh, Egypt        | 10,000  | Duro   | Ola Abou Zekry    | Jana Fett Oleksandra Korashvili             | 4–6, 5–7               |
| Venceu | 3–3 | Jul 2017 | ITF Sharm El Sheikh, Egypt        | 15,000  | Duro   | Rutuja Bhosale    | Chen Pei-hsuan Wu Fang-hsien                | 3–6, 6–3, [10–5]       |
| Perdeu | 3–4 | Abr 2019 | ITF Cairo, Egypt                  | 15,000  | Saibro | Rana Sherif Ahmed | Despina Papamichail Simona Waltert          | 3–6, 2–6               |
| Venceu | 4–4 | Jun 2019 | ITF Tabarka, Tunisia              | 15,000  | Saibro | Alica Rusová      | Lena Lutzeier Nina Stadler                  | 6–4, 4–6, [10–4]       |
| Perdeu | 4–5 | Jul 2019 | ITF Turin, Italy                  | 25,000  | Saibro | Melanie Stokke    | Chihiro Muramatsu Yuki Naito                | 0–6, 2–6               |
| Venceu | 5–5 | Jul 2019 | ITF Baja, Hungary                 | 25,000  | Saibro | Melanie Klaffner  | Réka Luca Jani Lara Salden                  | 6–2, 4–6, [10–8]       |
| Perdeu | 5–6 | Fev 2020 | ITF Cairo Open, Egypt             | 100,000 | Duro   | Arantxa Rus       | Aleksandra Krunić Katarzyna Piter           | 4–6, 2–6               |
| Venceu | 6–6 | Mar 2020 | ITF Antalya, Turkey               | 25,000  | Saibro | Réka Luca Jani    | Melis Sezer İpek Öz                         | 6–7(8–10), 6–1, [10–3] |
| Perdeu | 6–7 | Nov 2020 | ITF Charleston Pro, United States | 100,000 | Saibro | Astra Sharma      | Magdalena Fręch Katarzyna Kawa              | 6–4, 4–6, [2–10]       |

## Recordes em confronto direto

### Vitórias contra Top 10
| Temporada | 2022 | 2023 | Total |
| --------- | ---- | ---- | ----- |
| Vitórias  | 1    | 1    | 2     |

| #    | Jogadora        | Ranque | Torneio                     | Piso   | Rd | Placar        | MSR    |
| ---- | --------------- | ------ | --------------------------- | ------ | -- | ------------- | ------ |
| 2022 |                 |        |                             |        |    |               |        |
| 1.   | Maria Sakkari   | No. 7  | Emilia-Romagna Open, Itália | Saibro | F  | 7–5, 6–3      | No. 74 |
| 2023 |                 |        |                             |        |    |               |        |
| 2.   | Caroline Garcia | No. 5  | Madrid Open, Espanha        | Saibro | 3R | 7–6(7–2), 6–3 | No. 59 |